# الک اسپرینگز (کلرادو)
الک اسپرینگز (به انگلیسی: Elk Springs) یک منطقهٔ مسکونی در ایالات متحده آمریکا است که در شهرستان موفات، کلرادو واقع شده‌است. الک اسپرینگز ۱٬۹۴۴ متر بالاتر از سطح دریا واقع شده‌است.